# Bödlas
Bödlas ist ein Gemeindeteil der Gemeinde Röslau im Landkreis Wunsiedel im Fichtelgebirge (Oberfranken, Bayern).

## Lage
Der Weiler liegt südlich des Thuswaldes etwa zwei Kilometer westlich des Gemeindezentrums. In östlicher Nachbarschaft befindet sich der Ortsteil Thusmühle.

## Geschichte
Im Jahre 1467 gehörte Bödlas zu den Besitzungen des Herren von Reitzenstein. Wenig später, 1489, kam das damals als „Podenleins“ bezeichnete Dorf zum Halsgericht Wunsiedel.
Mit dem Zweiten Gemeindeedikt von 1818 fiel Bödlas zur Gemeinde Dürrnberg. 1956 wurde das Dorf schließlich nach Röslau eingemeindet.